# Crossy Road
Crossy Road là một trò chơi điện tử được phát hành vào ngày 20 tháng 11 năm 2014. Trò chơi được phát triển và xuất bản bởi nhà phát triển người Úc Hipster Whale, với tên và khái niệm của trò chơi dựa trên câu đố vui lâu đời "Tại sao con gà lại băng qua đường?"  Trò chơi cũng được miêu tả là phiên bản "endless runner" của Frogger.

## Lối chơi và mục tiêu
Mục tiêu của Crossy Road là di chuyển nhân vật băng qua hàng loạt con đường đông đúc, sông ngòi và đường ray xe lửa và cố gắng di chuyển càng xa càng tốt. Theo mặc định, nhân vật là một chú gà, nhưng trò chơi có hàng trăm nhân vật khác nhau, và tùy thuộc vào nhân vật, môi trường xung quanh cũng thay đổi, với các chướng ngại vật khác nhau. Ví dụ, khi lựa chọn nhân vật là "Phi hành gia", môi trường sẽ là không gian ngoài vũ trụ và chướng ngại vật là các tiểu hành tinh.
Trong phiên bản gốc, người chơi phải nhấn để tiến lên phía trước hoặc vuốt màn hình theo hướng thích hợp để di chuyển nhân vật theo chiều ngang hoặc lùi xuống phía sau. Một số nhân vật chỉ có thể được mở khóa bằng tiền mặt hoặc tiền tệ trong trò chơi.
Có nhiều nhân vật đặc biệt ngoài các nhân vật thông thường. Ví dụ: phiên bản Android bao gồm Android Robot, dựa trên logo Android của hệ điều hành. Các nhân vật khác bao gồm Doge, Archie, Dark Lord và #thedress. Các trò chơi và tài liệu tham khảo về văn hóa đại chúng khác nhau cũng được thêm vào, chẳng hạn như Forget-Me-Not và "Emo Goose" do Phil Lester lồng tiếng.
Người chơi có thể thu thập tiền xu, một loại tiền tệ trong trò chơi. Loại tiền tệ này có thể nhận được bằng cách thu thập chúng trong quá trình chơi, xem các quảng cáo, hoàn thành nhiệm vụ, thu thập một món quà miễn phí được tặng sau mỗi vài giờ theo thời gian thực và sử dụng tiền mặt để mua. Số xu đang có được hiển thị ở góc trên cùng bên phải của màn hình. 100 xu có thể được sử dụng để có cơ hội nhận được một nhân vật mới từ máy xổ số. Nếu người chơi sở hữu linh vật "Piggy Bank", mỗi đồng xu đỏ có trị giá năm xu sẽ được cộng thêm vào trò chơi và số xu nhận được từ các quà tặng miễn phí hoặc khi xem quảng cáo sẽ được nhân đôi.

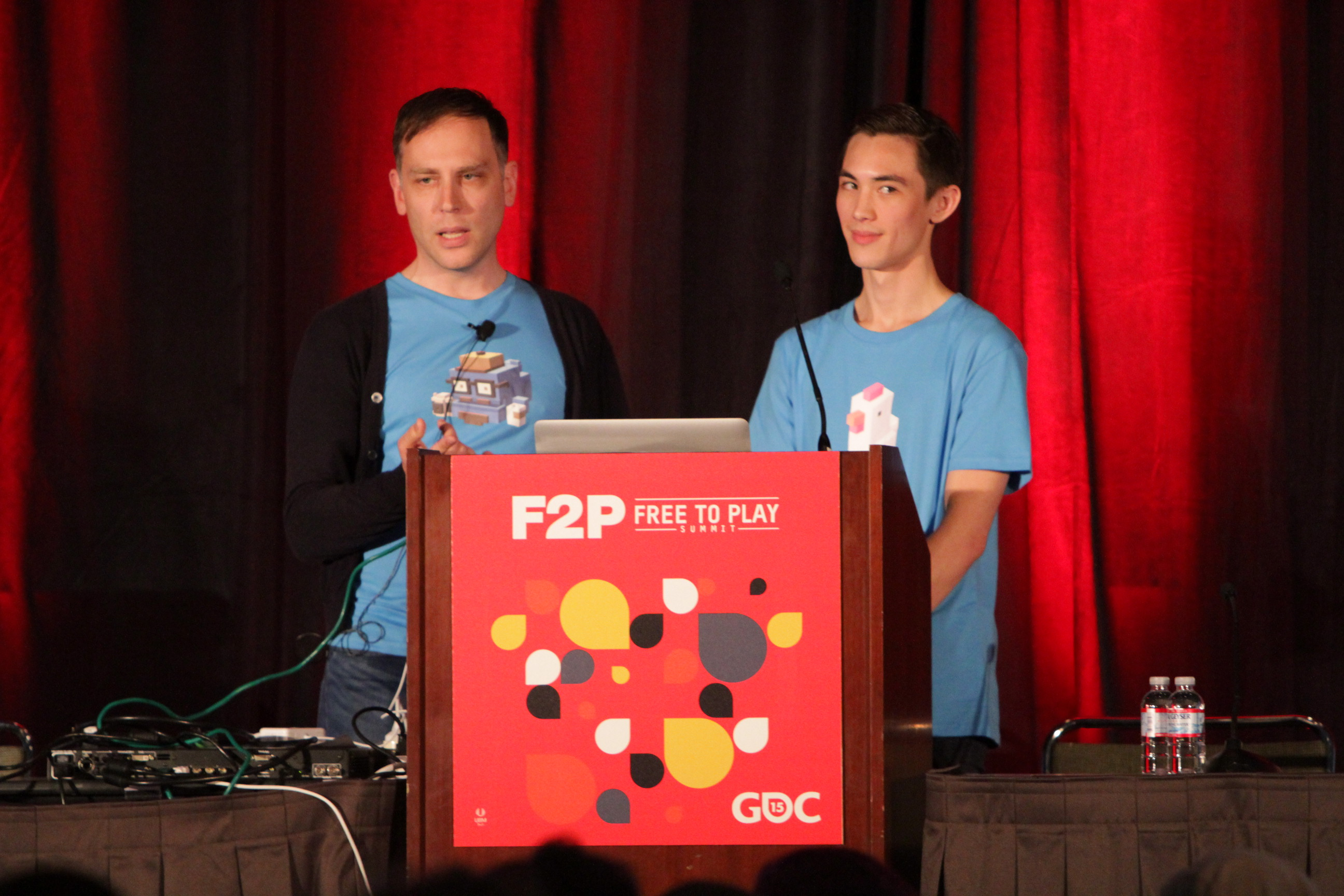
Nhà sáng lập và nhà phát triển của Hipster Whale, Matt Hall và Andy Sum tại Hội nghị các nhà phát triển trò chơi.

## Phát triển
Ban đầu, các nhà phát triển dự định chỉ dành 6 tuần để phát triển Crossy Road, nhưng sau đó, họ đã nhận ra tiềm năng của trò chơi nên dành thêm tuần nữa để hoàn thành trò chơi. Mô hình chơi miễn phí của trò chơi dựa trên mô hình dành cho Dota 2.
Một ảnh hưởng lớn đến nhóm là sự thành công của trò chơi Flappy Bird. Matt Hall đã lưu ý rằng "Đó là khi mọi người thực sự muốn chơi trò chơi rượt đuổi điểm số cao, và họ đang nói với mọi người về điều đó, và có một cơ hội tuyệt vời này." Hall đã thành công khi kết hợp một trò chơi như vậy với Frogger. Trò chơi cũng mang những ảnh hưởng từ nhiều trò chơi khác, chẳng hạn như Temple Run, Subway Surfers, Disco Zoo, Skylanders, Tiny Wings và Fez. Phong cách nghệ thuật của trò chơi được tạo ra bởi Ben Weatherall. 
Phiên bản Crossy Road trên Android TV được điều khiển bằng bộ điều khiển cầm tay.

## Đón nhận
Crossy Road đã lọt vào vòng chung kết cho Giải thưởng Trò chơi của năm 2014 của Giải thưởng Nhà phát triển Trò chơi Úc. Trò chơi được Metacritic đánh giá 88 điểm, TouchArcade đánh giá trò chơi 5/5 sao, BigBoomBoom.com đánh giá 5/5 sao, Gamezebo Gaming đánh giá trò chơi 4,5/5 sao, và Apple N' Apps cho điểm tổng thể của trò chơi là 4/5. Polygon đã gọi trò chơi là "tuyệt vời" và so sánh nó như một bản cập nhật của Frogger, trong khi tạp chí Time gọi trò chơi là sự kết hợp giữa Frogger và Flappy Bird. Tại hội nghị của nhà phát triển Apple WWDC năm 2015, Crossy Road đã dành chiến thắng Giải thưởng Thiết kế Apple 2015.
3 tháng sau khi trò chơi được phát hành, trò chơi đã thu về hơn 10 triệu đô la và có hơn 50 triệu lượt tải xuống.
Flat Eric, nhân vật được biết đến nhiều với sự xuất hiện của trong các quảng cáo của Levi's vào năm 1999, là một nhân vật người chơi có thể mở khóa. Flat Eric được gọi là nhân vật xuất sắc nhất trong trò chơi.